# Stefano Sculco
Stefano Sculco (Papanice, 1638 – Roma, 9 novembre 1703) è stato un vescovo cattolico italiano.

## Biografia
Stefano Sculco nacque a Papanice, nell'allora diocesi di Crotone, nel 1638.
Ordinato presbitero in data ignota, venne nominato vescovo di Gerace da papa Clemente X il 22 dicembre 1670; ricevette la consacrazione episcopale il 4 gennaio 1671 dal cardinale Marcello Santacroce e dai co-consacranti Pier Antonio Capobianco, vescovo di Lacedonia, e Andrea Tamantini, vescovo di Cagli.
Il 20 aprile 1686 Sculco, dopo circa 15 anni di episcopato, fu costretto a dimettersi dall'incarico per via di gravi accuse a lui rivolte, tra cui anche quelle di omicidio, ma non vi sono mai state prove certe sulla sua colpevolezza. Nonostante questo, però, deciderà comunque di lasciare la Calabria e di rifugiarsi a Roma, ove rimarrà fino alla morte, avvenuta il 9 novembre 1703.

## Genealogia episcopale
La genealogia episcopale è:
- Cardinale Guillaume d'Estouteville, O.S.B.Clun.
- Papa Sisto IV
- Papa Giulio II
- Cardinale Raffaele Riario
- Papa Leone X
- Papa Clemente VII
- Cardinale Antonio Sanseverino, O.S.Io.Hieros.
- Cardinale Giovanni Michele Saraceni
- Papa Pio V
- Cardinale Innico d'Avalos d'Aragona, O.S.Iacobi
- Cardinale Scipione Gonzaga
- Patriarca Fabio Biondi
- Papa Urbano VIII
- Cardinale Cosimo de Torres
- Cardinale Francesco Maria Brancaccio
- Vescovo Miguel Juan Balaguer Camarasa, O.S.Io.Hieros.
- Papa Alessandro VII
- Cardinale Marcello Santacroce
- Vescovo Stefano Sculco